# Liriomyza montella
Liriomyza montella är en tvåvingeart som beskrevs av Spencer 1986. Liriomyza montella ingår i släktet Liriomyza och familjen minerarflugor.
Artens utbredningsområde är Colorado. Inga underarter finns listade i Catalogue of Life.